# Fist of the North Star: Ken's Rage
Fist of the North Star: Ken's Rage, in Giappone Hokuto musō (北斗無双? lett. "Hokuto senza rivali"), è un videogioco sviluppato da Koei Tecmo Games in esclusiva per Xbox 360 e PlayStation 3, della serie Warriors. È uscito il 25 marzo 2010 in Giappone e nell'autunno 2010 in America ed Europa. Rappresenta il primo gioco di settima generazione ispirato al manga Ken il guerriero.

## Modalità di gioco
Il gameplay è simile a quello della serie Koei Dynasty Warriors; i combattimenti con le armi (tipici della saga) sono però sostituiti dalle tecniche corpo a corpo di Hokuto no Ken. È comunque possibile impiegare gli oggetti sparsi per i livelli (statue, colonne, barili o travi) come armi temporanee; le arene sono inoltre disseminate di specifiche strutture distruttibili e trappole poste dai nemici. Gli attacchi finali del gioco non sono che fedeli riproposizioni delle tecniche più iconiche del manga Ken il Guerriero.
Il sistema di gioco è apparentemente semplice: i livelli sono divisi in numerose aree spesso piene di orde di nemici da affrontare, e per completare il livello attuale bisogna battere il boss nell'area finale. Completato il livello in corso si potrà accedere al successivo e così via. Vi è la possibilità di far "crescere" il personaggio durante il gioco, come avviene nei giochi di ruolo, e la possibilità di acquisire nuove tecniche di combattimento e dopo l'acquisizione di abilità ed esperienza. Sono presenti inoltre delle armature speciali che conferiscono particolari capacità e caratteristiche sotto forma di potenziamenti. Un'innovazione rispetto agli altri titoli "Musou" è la presenza dello "Tsukami" (letteralmente "afferrare", "agguantare"), tecnica introdotta per la prima volta nel famoso picchiaduro a scorrimento Final Fight e che permette non solo di fare uso come arma (da lancio o da taglio) degli oggetti presenti nell'ambiente, ma anche di afferrare gli avversari e di scaraventarli in aria dopo le celebri raffiche di pugni tipiche della serie.
È possibile caricare la barra dell'energia, utile per eseguire per le tecniche speciali, ed attivare l'aura, oosia lo spirito combattivo; durante quest'operazione la barra di energia decresce lentamente fino a un certo livello, raggiunto il quale l'aura scompare. Durante il breve periodo in cui l'aura è "innescata", è possibile abbattere e annientare i propri avversari con maggiore facilità. Inoltre, è possibile effettuare la tecnica speciale scelta, tra quelle apprese nel corso dell'avventura ed immagazzinate nell'inventario del personaggio. È infine possibile sceglierne quattro da assegnare ai tasti a croce o levetta analogica del controller; in questo modo, a ogni direzione del tasto a croce corrisponde l'esecuzione della tecnica speciale scelta.
Le modalità di gioco principali dello Story-Mode sono due: il "Capitolo della Leggenda" (Densetsu-Hen) o Modalità Leggenda, cioè la storia principale, ed il "Capitolo dell'Arcana Lotta" (Gentō-Hen), tradotto come Modalità Sogno. A queste si aggiungono la Modalità Sfida e il Tutorial che utilizza il primo stage per mostrare l'utilizzo delle 3 tecniche disponibili: Hokuto Shinken, Nanto Seiken e tecnica speciale.

### Modalità Leggenda
Il Capitolo della leggenda ripercorre il cammino di Kenshiro, ripercorre la trama principale del manga fino al capitolo 135 (ovvero la prima serie dell'anime, che si conclude con la morte di Raoul), e si divide in capitoli denominati "Episodi".

#### Kenshiro
- Episodio 1: Comincia con l'inizio della storia e termina con l'uccisione di Zeed (in Italia "Zeta", il primo avversario di Kenshiro, che riporta il caratteristico tatuaggio Z-666)
- Episodio 2: Inizia con la sconfitta di Mr. Heart e termina con la morte di Shin.
- Episodio 3: Ripercorre tutti gli eventi riguardanti il Clan della Zanna (in Italia la famiglia Cobra). Tra i boss intermedi c'è Rei, e sconfiggendolo lo si sblocca per la Modalità Storia.
- Episodio 4: Ripercorre tutti gli eventi riguardanti Jagger, e termina con la sua morte. Jagger viene sbloccato per la Modalità Sogno.
- Episodio 5: Il livello ruota intorno allo scontro con Amiba (che aveva preso il posto di Toki), e termina con la sua morte.
- Episodio 6: Lo scopo del livello è quello di uccidere Uighur (il guardiano della prigione di Cassandra) e di liberare Toki.
- Episodio 7: Il livello consiste nel primo scontro tra Kenshiro e Raoul.
- Episodio 8: Lo scopo del livello è quello di sconfiggere Yuda;  questo livello differisce molto dal manga e anime originale, in quanto qui è Kenshiro ad affrontare Yuda. Alla fine quest'ultimo fuggirà e il combattimento sarà rimandato al livello successivo.
- Episodio 9: Kenshiro deve impedire l'avvelenamento delle acque del villaggio di Mamiya, mentre Rei va ad affrontare Yuda.
- Episodio 10: Consiste nello scontro tra Kenshiro e Shu con il relativo esercito.
- Episodio 11: Tratta il primo scontro tra Kenshiro e Souther.
- Episodio 12: Consiste nello scontro finale tra Kenshiro e Souther. Qui Kenshiro avrà la possibilità di guidare una moto, una grande innovazione sia per quanto riguarda i giochi del genere che per quanto riguarda l'universo di Ken il Guerriero.
- Episodio 13: Consiste nello scontro tra Kenshiro e Ryuga con il relativo esercito; inizialmente Ryuga sarà alleato non giocabile, per poi diventare il boss finale.
- Episodio 14: Consiste nello scontro tra Kenshiro e Raoul nel palazzo dell'ultimo imperatore di Nanto.
- Episodio 15: Consiste nell'ultimo scontro tra Kenshiro e Raoul, da cui Kenshiro uscirà vincitore.

Procedendo nel gioco verranno sbloccati anche Rei, Mamiya, Toki e Raoul, che potranno essere usati per giocare gli stessi stage.

#### Rei
Prima degli episodi comuni c'è un livello intro in cui Rei entra al villaggio di Mamiya, che è il boss di fine livello; sconfiggendola, Mamiya diventa disponibile in Modalità Storia. Dopodiché, con Rei è possibile giocare gli episodi 3, 5, 6, 7, 8 e 9 di Kenshiro; in quest'ultimo, come nella storia originale, giocando con Rei si affronta Yuda (giocando con Kenshiro si deve bloccare l'inondazione).

#### Mamiya
Con Mamiya è possibile giocare gli episodi 3, 5, 6, 7 e 9; nell'ultimo Mamiya si batte contro Yuda, anche se nel filmato conclusivo la morte di quest'ultimo avviene comunque per mano di Rei.

#### Toki
Con Toki è possibile giocare l'episodio 7, il primo scontro con Raoul; i filmati saltano i due scontri di Kenshiro e passano al duello centrale tra Raoul e Toki. Il livello successivo vede Raoul e Toki spianare la strada a Kenshiro che sta andando al secondo scontro con Souther (Episodio 12). L'ultimo è la sfida finale tra Toki e Raoul alla vecchia palestra di Hokuto (nella storia originale si svolgeva vicino ad una cascata asciutta); prima Toki dovrà liberare la zona da una banda di predoni, poi avverrà il duello vero e proprio; pur vincendo il duello, il filmato seguirà la storia che vede vincitore Raoul, il quale risparmierà Toki dicendogli addio. Terminato quest'ultimo, Raoul viene sbloccato per la Modalità Storia.

#### Raoul
Con Raoul si giocano gli episodi 7 (affrontando prima Kenshiro, poi Toki e infine ancora Kenshiro), 12 (uguale alla versione di Toki), 14 e 15. Nel livello 14 Kenshiro viene aiutato da Fudo la Montagna, mentre Raoul non lo incontra né qui né in seguito (manca anche il loro scontro pure importante per la storia originale).
Terminando la Modalità Leggenda di Kenshiro, Mamiya, Rei e Toki, si sbloccano le rispettive Modalità Sogno; Raoul sarà sbloccato giocando la Modalità Sogno degli altri personaggi.

### Modalità Sogno
Totalmente staccato da qualunque trama riguardante l'universo di Hokuto no Ken, questa modalità offre una storia alternativa in cui si incrociano le vicende di tutti i protagonisti. Una misteriosa indovina incontra i vari personaggi, prevedendo i loro destini e mostrando un finale alternativo per ciascuno di essi; alla fine, ognuno di loro si sveglierà da questo sogno ad occhi aperti per proseguire (volente o nolente) nel cammino tracciato dal suo destino.
Kenshiro
Davanti ad una tomba (probabilmente quella di Shin o Toki) Kenshiro riflette sulla scomparsa di Julia...
- Episodio 1: Kenshiro è combattuto tra il dovere di successore e il desiderio di ritirarsi con Julia lontano da tutto; quando la ragazza viene rapita da Souther, Toki e Raoul lo spingono a battersi, ed il primo a frapporsi sulla sua strada è Shin.
- Episodio 2: Kenshiro passa la successione a Toki e va a cercare Julia con l'aiuto di Mamiya; deve fare i conti con le armate di Souther; si accende un conflitto interiore per aver usato i colpi di Hokuto nonostante abbia rinunciato alla successione.
- Episodio 3: comincia lo scontro finale tra Hokuto e Nanto; Kenshiro, accompagnato da Mamiya, Toki, Raoul, Fudo e Juza, deve affrontare a malincuore Rei e Shu, poi sconfigge Yuda e Shin e infine si scontra con Souther.
- Episodio 4: Raoul rapisce Julia, e Toki e Kenshiro vanno a liberarla; sconfitto Raoul, Kenshiro è sfidato da Toki, desideroso di confrontarsi con lui.

Conscio del suo ruolo, Kenshiro parte con Julia mentre Toki e Raoul assistono soddisfatti da lontano. Tornato alla realtà, Kenshiro inizia a comprendere quale sia il suo vero ruolo nel mondo post-atomico impazzito e si incammina...
Mamiya
Davanti alla pira funebre dei morti del villaggio dopo l'attacco del clan della Zanna, Mamiya è pensierosa finché riceve la visita dell'indovina.
- Episodio 1: quando Julia viene presa da Souther, Mamiya sfrutta la sua somiglianza per farsi passare come la stella dell'Amore Materno di Nanto e appoggiare l'esercito di Hokuto.
- Episodio 2: supportata da Juza e Fudo, Mamiya si batte contro Shin e l'avanguardia delle armate del Sacro Imperatore.
- Episodio 3: nello scontro tra Hokuto e Nanto, Mamiya sconfigge il suo carceriere di un tempo Yuda e disperde l'armata di Nanto, affrontando i suoi maestri in successione.
- Episodio 4: per liberare Julia, Mamiya aiuta Toki e Kenshiro nell'impresa di sottrarla a Raoul.

Finito il suo sogno, Mamiya si ritrova davanti alla pira funebre e incita gli abitanti a resistere.
Toki
Dopo essere rinchiuso a Cassandra, Toki viene liberato da Raoul. Si dedica alle attività di cura degli abitanti del villaggio sotto il controllo di Raoul tramite le tecniche dell'Hokuto Shinken. Un giorno, però, Amiba guida un gruppo di banditi e attacca il villaggio, e Raoul e Toki intervengono in difesa degli abitanti intervengono. Toki riesce a salvarsi grazie all'intervento di Ryuga, il quale comprende le vere intenzioni di Raoul, ossia ottenere il dominio assoluto insieme a Toki, e decide così di accompagnare quest'ultimo, anziché Raoul, come invece accade nell'anime.
- Episodio 1: Toki si batte contro Amiba per salvare il villaggio, dopodiché Raoul guarirà Toki dal suo male.
- Episodio 2: Toki prende il peso della successione dell'Hokuto Shinken su di sé, mentre Kenshiro va alla ricerca di Julia; raccogliendo seguaci, Toki viene acclamato come salvatore e riceve l'assistenza di Ryuga
- Episodio 3: scontro finale tra Hokuto e Nanto; Toki si batte al fianco dei suoi fratelli.
- Episodio 4: Raoul rapisce Julia e sfida i due fratelli a riprendersela; sconfitto Raoul, Toki chiede a Kenshiro di battersi con lui per confrontare le loro rispettive abilità. Battuto il fratello, lo manderà per la sua strada con Julia prendendo totalmente sulle sue spalle il peso della successione.

Toki si sveglia dal suo sogno a Cassandra, felice per aver potuto, almeno in sogno, raggiungere il suo desiderio.
Rei
Rei viene fermato dall'indovina mentre si reca al villaggio dove incontrerà Raoul, con la motivazione della sua futura morte.
- Episodio 1: Rei affronta l'esercito di Amiba e viene aiutato da Yuda; questi però lo inganna per sottometterlo al volere di Souther.
- Episodio 2: Rei e Amiba si scontrano mentre gli eserciti del Sacro Imperatore e del Re di Hokuto si combattono per il potere; Mamiya e Shu aiutano Rei come possono.
- Episodio 3: i maestri di Nanto contro quelli di Hokuto; Rei deve affrontare il suo amico Kenshiro, Toki, Jagger e lo stesso Raoul.
- Episodio 4: Rei decide di ribellarsi a Souther e lo affronta dopo aver ucciso Yuda.

Terminato il sogno, Rei decide comunque di andare incontro alla sua morte per mano di Raoul.
Finendo la Modalità Sogno con Rei, si sblocca quella di Shin.
Shin
Shin è alla ricerca di Julia, che le è stata portata via, e decide lui stesso di partire per trovarla dopo aver ricevuto informazioni utili da alcuni suoi seguaci. Si scontrerà anche con Mamiya e Juza, entrambi alla ricerca di Julia per aiutare Kenshiro.
- Episodio 1: Consisterà nell'uccisione dei seguaci di Juza delle Nuvole, ed in seguito nella sconfitta sua e di Mamiya.
- Episodio 2: Dopo l'incontro con Mr.Heart, Shin dovrà vedersela con il capo del Clan della Zanna (o famiglia Cobra).
- Episodio 3: Shin partecipa allo scontro finale tra Nanto e Hokuto, insieme a Rei, Souther, Yuda e Shu.
- Episodio 4: quando Souther rapisce Julia, Shin va al suo salvataggio aiutato da Kenshiro, che sfiderà appena sconfitto Souther

Battuto Kenshiro, Shin viene fermato da Julia che lo respinge per il suo comportamento, dicendogli che non sarà mai sua. Terminato il sogno, Shin attende l'arrivo di Kenshiro che sta arrivando a Croce del Sud.
Finendo la Modalità Sogno con Shin, si sblocca quella di Souther.
Souther
Souther compie il suo viaggio verso la conquista del potere, mostrando la spietatezza che lo contraddistingue e che gli fa perfino perdere uomini; mentre tutti lo considerano un freddo macellaio, solo Shu intuisce qualcosa nel profondo del suo cuore.
- Episodio 1: Souther affronta Toki al villaggio dei miracoli per impedire che si unisca a Raoul. Pur sconfitto, Toki viene risparmiato, purché veda il crollo del suo mondo per mano del Sacro Imperatore.
- Episodio 2: Souther, con l'aiuto dell'esercito di Shin, spazza via senza pietà il clan della Zanna e i predoni di Zeta; incontra poi Shu che si unisce a lui sperando di correggere il suo carattere, e intanto risparmia il suo villaggio.
- Episodio 3: Yuda si è unito a Souther, costringendo Mamiya e Rei a seguirlo. Souther sferra l'attacco contro il grosso dell'armata del Re di Hokuto, guidata da Wiggle ed altri. Alla fine, gli uomini di Hokuto sono sconfitti, ma Shu muore nello scontro.
- Episodio 4: Yuda convince Souther a porre Mamiya come Maestra Nanto della Stella dell'Amore Materno, a causa della somiglianza con Julia. Il Sacro Imperatore fonda inoltre l'esercito di Nanto, accompagnato dai due e da Shin e Rei, dichiarando guerra a Hokuto. I quattro fratelli di Hokuto, ossia Kenshiro, Jagger, Toki e Raoul, si fanno avanti per porre fine alla disputa tra Nanto e Hokuto, ma vengono sconfitti uno dopo l'altro dalla coalizione. Purtroppo, il Sacro Imperatore, in procinto di proclamare una grande festa per la vittoria, scopre che i suoi alleati lo hanno tutti tradito.
- Episodio 5: per ragioni differenti, Shin, Yuda, Rei e Mamiya si rivoltano contro Souther, sempre più spietato, e anche le sue truppe lo stanno abbandonando; interviene però in suo aiuto, miracolosamente tornato in vita, per dimostrargli il valore dell'amore e dell'amicizia.

Souther sconfigge infine i ribelli, Mamiya per ultima, ma rimane stupito come ella, Shin e Rei vengano guidati dal potere dell'amore e dal desiderio di proteggere quelli che gli stanno a cuore: lo dimostrano anche le grida di giubilo dei soldati alle spalle del Sacro dell'Imperatore e lo sguardo fiero di Shu. Alla fine Souther ne afferra la comprensione, divenendo un sovrano severo ma giusto e trasformando la piramide-mausoleo in una tomba della guerra. Alla fine del sogno, Souther deride questo momento di debolezza e si prepara ad affrontare l'armata ribelle di Shu e i fratelli di Hokuto.
Jagger
L'indovina predice a Jagger l'arrivo di Kenshiro e la sua morte.
- Episodio 1: Jagger affronta il clan della Zanna e incontra Amiba, e le loro rispettive ossessioni di vendetta (l'uno contro Kenshiro, l'altro contro Toki) li portano ad allearsi.
- Episodio 2: forti delle loro imprese, i due osano troppo e attaccano le truppe di Souther; resisi conto dell'errore, si rifugiano presso Raoul entrando nei ranghi del suo esercito.
- Episodio 3: nello scontro tra Hokuto e Nanto, Jagger e Amiba sono costretti a battersi proprio a fianco degli odiati Kenshiro e Toki per ordine di Raoul; devono anche vedersela con i maestri di Nanto.
- Episodio 4: sconfitto Souther, Raoul dà ai due il permesso di uccidere Toki e Kenshiro. Amiba e Jagger attaccano due impostori senza saperlo, si spacciano per le loro presunte vittime e si vantano di aver vinto lasciando il villaggio, dove i veri Toki e Kenshiro arriveranno poco dopo.

Tremante di fronte alla rivelazione dell'indovina, Jagger fa i bagagli per tagliare la corda, ma viene subito a sapere che Kenshiro è appena arrivato.
Una volta terminati tutti gli altri personaggi, Raoul viene sbloccato automaticamente.
Raoul
Raoul prosegue nella sua conquista e incrocia la sua via con l'indovina misteriosa.
- Episodio 1: Raoul salva il villaggio di Toki e guarisce il fratello dal suo male.
- Episodio 2: Raoul raduna intorno a sé i fratelli e vari alleati per muovere guerra all'Armata di Nanto.
- Episodio 3: resa dei conti tra Hokuto e Nanto. Julia viene liberata e la pace viene raggiunta.
- Episodio 4: incapace di vivere senza sfide e battaglie, Raoul dichiara guerra a tutti coloro che l'hanno seguito; dovrà scontrarsi con Uighur, Jagger, Mamiya, Amiba, Fudo, Juza, Kenshiro e Toki.

Vinti tutti i suoi avversari, Raoul parte lasciando la successione a Toki e Julia a Kenshiro; la sua indole di guerriero verrà soddisfatta da nuove avventure in terre lontane (possibile riferimento alla terra degli Shura).

### Modalità Sfida
Terminando la Modalità Leggenda con tutti i personaggi utilizzabili, verrà sbloccata Modalità Sfida, consistente in due sfide separate ed indipendenti: si potrà scegliere un personaggio qualunque per affrontare i 4 fratelli di Hokuto o i 5 guardiani di Nanto

### Modalità Tutorial
Si tratta di giocare il primo episodio della storia di Kenshiro con tre esponenti delle tecniche usate nel gioco: Kenshiro per l'Hokuto Shinken, Rei per il Nanto Seiken, Mamiya per la tecnica speciale. questi 3 sono i soli personaggi utilizzabili in questa modalità, sebbene altri usano questi stili.
È da sottolineare che alcuni personaggi possiedono capacità particolari che vengono spiegate durante il primo stage in cui essi sono utilizzati; per esempio il pulsante Bottone Destro (quello sopra il Grilletto Destro), che è adibito alla funzione di scattare di lato per evitare i colpi, non funziona con Mamiya, Jagger, Raoul e Souther: i primi due lo usano per sparare con la loro arma (bazooka per Jagger, balestra per Mamiya); Raoul per rendere il suo corpo momentaneamente inattaccabile, Souther per proiettare onde affilate che colpiscono i nemici in prossimità.

## Colonna sonora
La celebre cantante POP giapponese Nana Tanimura ha creato due arrangiamenti di una stessa melodia, uno dolce per il personaggio di Julia (Yuria) ed uno aggressivo per il personaggio di Mamiya. È stata lei a cantare alla prima presentazione ufficiale del gioco, travestendosi in stile Cosplay dapprima da Mamiya e poi da Julia, con i costumi tratti dal gioco.

## Doppiaggio
I doppiatori non sono gli stessi della versione animata (eccetto Norio Wakamoto che doppio Shuren e Raoul solamente nel ep. 32), né dei nuovi film de La leggenda dei veri salvatori, ma sono stati scelti appositamente per l'occasione. Il gioco possiede anche un doppiaggio in lingua inglese:
- Kenshiro: Katsuyuki Konishi
- Raoul: Tachiki Fumihiko
- Lynn: Itō Kanae
- Yuria & Mamiya: Kuwashima Hōko
- Narratore: Norio Wakamoto

## Stages
Sul sito ufficiale di Hokuto Musou sono stati svelati quattro stages, ossia le ambientazioni del gioco. In ordine sono la Croce del Sud (the Southern Cross), ovvero la città dove Shin tiene Julia; il dojo di Hokuto, dove si sono allenati i quattro fratelli di Hokuto fin da bambini; il Mausoleo a Croce del Sacro Imperatore, dove si sono svolti gli scontri con Souther (anche se non sono stati resi disponibili ufficialmente, i personaggi di Souther e Shu sono immancabili per via della presenza dello stage); ed infine la Prigione di Cassandra, dove era imprigionato Toki.

## Personaggi
Ecco la lista riguardante i personaggi presenti nel gioco.
- Kenshiro, il successore della divina scuola di Hokuto
- Toki, il secondogenito di Hokuto
- Rei della stella del dovere (Utilizzabilità trapelata attraverso ad uno screenshot)
- Raoul, il re di Hokuto
- Mamiya
- Zeed (nella versione italiana Zeta)
- Shin della stella del sacrificio
- Mr heart (nella versione italiana Fante di Cuori)
- Bart
- Yuria (nella versione italiana Julia)
- Lynn
- I membri del Clan della Zanna (nella versione italiana la Famiglia cobra)
- Il capo del Clan della Zanna (nella versione italiana Padre Cobra)
- Amiba
- Wiggle, guardiano della prigione di Cassandra
- Juza delle Nuvole
- Fudo la montagna
- Yuda della stella del tradimento
- Re Nero
- Aily (la sorella di Rei)
- Jagger
- Souther della stella dell'imperatore
- Shu della stella della benevolenza
- Ryuga della stella di Sirio
- Strega Gigante

### Personaggi giocabili
Di seguito sono riportati i personaggi interpretabili durante il gioco.
- Kenshiro
- Mamiya
- Toki
- Raoul
- Jagger
- Rei
- Shin
- Souther
- Predone (tramite DLC)[2]
- Heart (tramite DLC)[2]

Tranne Kenshiro, disponibile subito nella Modalità Leggenda, per usare gli altri personaggi e le altre modalità è necessario avanzare nel gioco:
- Completa capitolo 2 di Kenshiro in Modalità Leggenda per sbloccare Shin in Modalità Sogno.
- Completa capitolo 3 di Kenshiro in Modalità Leggenda per sbloccare Mamiya in Modalità Leggenda, Modalità Tutorial, Modalità Sogno e Rei in Modalità Leggenda e Modalità Tutorial.
- Completa capitolo 4 di Kenshiro in Modalità Leggenda per sbloccare Jagger in Modalità Sogno.
- Completa capitolo 6 di Kenshiro in Modalità Leggenda per sbloccare Toki in Modalità Leggenda.
- Termina la Modalità Leggenda con Kenshiro per sbloccare Kenshiro in Modalità Sogno.
- Termina la Modalità Leggenda con Rei, Mamiya e Toki per sbloccare Raoul in Modalità Leggenda.
- Termina la Modalità Sogno con Kenshiro per sbloccare Toki in Modalità Sogno.
- Termina la Modalità Sogno con Shin per sbloccare Rei in Modalità Sogno.
- Termina la Modalità Sogno con Rei per sbloccare Souther in Modalità Sogno.
- Termina la Modalità Sogno con tutti i personaggi disponibili (Kenshiro, Toki, Jagger, Mamiya, Rei, Shin e Souther) per sbloccare Raoul in Modalità Sogno.

Terminando le Modalità Sogno di Kenshiro, Toki, Rei e Raoul per sbloccare i rispettivi costumi sbloccabili: Kenshiro e Raoul con i vestiti strappati, Rei con i capelli bianchi, Toki prima della malattia. I costumi sono utilizzabili in tutte le modalità.

## Costumi ed aspetto dei personaggi
Molti personaggi presentano un aspetto molto diverso da quello conosciuto. Importante da sapere è che i personaggi sono ispirati al manga di Ken il Guerriero, e non all'anime.
- Kenshiro: look simile a quello del manga; il costume, però, si presenta nero con aerografie scarlatte simili a fiamme. Come nel manga non ha solo uno spallaccio, bensì due.
- Toki: look quasi uguale al manga, se non per le aerografie simili a nuvole presenti sul vestito.
- Rei: costume totalmente rinnovato; mantiene a grandi linee le fattezze del manga, con il completo blu-azzurro scuro (che nell'anime era chiaro).
- Raoul: look totalmente diverso da manga e anime; è scuro come nell'anime, ma con parti di armatura come nel manga; sempre come nel manga ha i capelli biondo-grigi, mentre presenta le corna dell'elmo rivoltate verso l'alto, e non verso il basso.
- Mamiya: costume completamente diverso sia da manga che da anime, ridisegnato da zero.
- Zeed: simile al manga, se non per il tatuaggio Z-666, che oltre che in fronte è presente anche sulla spalla.
- Shin: look completamente diverso sia da manga che da anime, ridisegnato da zero, viola e bianco con piume viola su una spalla, un braccio, una gamba e in fondo al mantello.
- Mr. Heart: praticamente identico alla versione del manga.
- Bart: simile alla versione del manga; risulta poco più grande.
- Julia: uguale al manga se non per le decorazioni floreali sul vestito.
- Lynn: come nel manga non è più una bambina, ma ha la stessa età di Bart.
- I membri del Clan della Zanna ed il capo: uguali alla versione del manga.
- Amiba: simile al look di Toki dello stesso gioco, solo con decorazioni irregolari rosse che ricordano il sangue ed uno spallaccio.
- Wiggle: poco differente dal manga e anime.
- Juza delle nuvole: presenta il look del manga, con capelli non più azzurri ma castani.
- Fudo della montagna: armatura e pantaloni verdi simili all'anime.
- Yuda: totalmente diverso a tutti i look che ha avuto nell'universo di Ken il Guerriero.
- Aily: uguale al manga.
- Jagger simile al manga, se non per lievi variazioni al vestito ed alla maschera (che presenta fiamme gialle). Inoltre avrà un bazooka sulle spalle che porterà dietro ovunque, usandolo come arma.
- Shu: Quasi identico al manga.
- Souther: presenta un costume molto più elaborato di come visto in ogni altra versione finora; ha perso la caratteristica maschera e la spada presenti nel manga e nell'anime, ma ha un lungo mantello viola anziché bianco.
- Ryuga: Indossa un costume totalmente rinnovato, con spallacci e decorazioni sul petto che ricordano il ghiaccio. Come nel manga e nell'anime ha i capelli di colore azzurro chiaro.

È stato messo on-line un DLC che sostituisce i costumi del gioco con altri più simili agli originali di manga e anime.

## Accoglienza
Il gioco è stato accolto abbastanza freddamente dalla critica, con votazioni appena sufficienti, criticandone principalmente gli ambienti scarni e il basso numero di personaggi. Tuttavia l'accoglienza del pubblico è stata invece molto calorosa e soddisfatta, giudicando il prodotto come molto fedele alla serie originale.